# Guercif
Guercif er en by i Marokko beliggende i provinsen Taza som er en del af regionen Taza-Al Hoceïma-Taounate. Byen har et indbyggertal på 80.703 (2024) indbyggere.